# Тупорылый осётр

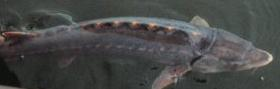
Тупорылый осётр у поверхности воды

Тупорылый осётр, или малый осётр (лат. Acipenser brevirostrum) — это мелкий осётр, обитающий в Северной Америке в 16 или 19 крупных речных системах бассейна Атлантического океана. Встречается от реки Сент-Джон в Нью-Брансуике, Канада, до реки Сент-Джонс во Флориде, США. Возможно, популяции этого вида разобщены; в пользу этого говорит тот факт, что тупорылый осётр редко встречается в море, а также то, что помеченные особи очень редко попадаются за пределами тех рек, где они были помечены.
Иногда тупорылых осетров принимают за молодых атлантических осетров: взрослые тупорылые осетры близки по размерам к молодым атлантическим. До 1973 в США не делали разницы между этими двумя видами и при отлове всех их обозначали как «обыкновенных осетров». Однако, судя по размерам выловленных тогда рыб, большую часть уловов составляли атлантические осетры.

## Размножение
Мечут икру в пресной воде, всегда выше уровня приливов. При этом выбирают участки с быстрым течением и каменистым дном с минимальным количеством ила или иной органики. Время икрометания на разных широтах разное, в основном икрометание проходит при температуре воды в 9—12 °С, но возможно и при 6,5—15 °С. В южной части ареала (Южная Каролина, Джорджия) эти условия есть уже в январе, в северной же (Нью-Брансуик, Мэн) — только в мае. Кроме того, для начала икрометания должны соблюдаться и другие условия: световой день 13,9-14,9 часов, скорость течения у дна 30-120 сантиметров в секунду. Свободные эмбрионы вылупляются через 13 дней. У каждого из них есть большой желточный мешок, а сами они в длину 7—11 мм. Новорождённые плохо видят и плохо плавают, поэтому стремятся спрятаться в каком-нибудь укрытии. Через 9—12 дней они становятся хорошо плавающими личинками длиной около 15 мм. Вскоре они достигают длины 20 мм, становятся похожими на миниатюрных взрослых и начинают питаться. В таком состоянии течение сносит их вниз, в более глубокие участки реки. Однако до конца первого года своей жизни мальки остаются в пресной воде. Достигнув длины в примерно 45 см, мальки переселяются в речное устье, на границу пресной и солёной воды.
Взрослые встречаются и в пресной, и в солёной воде. Половой зрелости достигают при длине в 45—55 см, но чем севернее — тем позже по времени наступает половая зрелость. В Джорджии самцы половозрелы уже в 2—3 года, в Нью-Брансуике — только в 10—14. Самки же достигают половой зрелости в возрасте 6—17 лет (опять же, чем севернее, тем позже). В своём первом икрометании самец участвует через 1—2 года после полового созревания, самка — самое большее через 5 лет после наступления половой зрелости. С наступлением половой зрелости рост не прекращается, в итоге тупорылые осетры дорастают до 0,9—1,2 метров. Самец может участвовать в размножении ежегодно или каждый второй год, максимальная продолжительность его жизни — около 30 лет. Самки мечут икру каждый третий или каждый пятый год, за сезон откладывают 40000—200000 икринок, доживают даже до 67 лет. Большие промежутки между икрометаниями у самок объясняются тем, что в эти годы они мало едят и мало растут, затрачивая большую часть энергии на производство необходимых для икрометания гонад. Предполагается, хотя ещё и не доказано, что в северных частях своего ареала тупорылые осетры живут дольше.

## Экология вида
Максимальная солёность воды, в которой встречаются короткорылые осетры, только немного ниже морской и составляет 30—31 промилле. В 3 местах (в реке Коннектикут в Массачусетсе, в реке Санти в Южной Каролине и в реке Сент-Джон в Нью-Брансуике) эти осетры оказались отрезанными от моря из-за постройки дамб, но выжили. Это показывает, что солёная вода не является для короткорылого осетра жизненной необходимостью. Новорождённые мальки лучше всего чувствуют себя именно в пресной воде. Северные популяции проводят в море больше времени, чем южные. Поэтому осетры северных популяций фактически заходят в реки только для икрометания, а осетры южных — делят свою жизнь примерно поровну между рекой и морем.
Питаются у самого дна. Едят в основном насекомых и мелких ракообразных. У мальков в желудках часто обнаруживается много (до 90 %) несъедобных частиц; это заставляет предполагать, что они ненамеренно всасывают со дна несъедобные предметы. Взрослые в речных устьях едят в основном моллюсков, а также многощетинковых червей и мелких донных рыб, а в реках — в основном ракообразных и насекомых.
Крупнейшая популяция тупорылого осетра, состоявшая в 2007 году из 60000 взрослых особей, обитает в реке Гудзон. Вторая по величине (18000 взрослых и примерно 100000 осетров всех возрастов) — в реке Сент-Джон. 

У тупорылого осетра есть естественные враги. Жёлтые окуни едят его мальков возрастом до года, взрослые же служат пищей акулам и тюленям. Тупорылые осетры практически не болеют, только среди искусственно выращенных мальков отмечались вспышки инфекций.

## Охранный статус
Тупорылый осётр признан находящимся в опасности видом в США (с 1967) и уязвимым видом в Канаде.